# Thomas Thorild
 Der er for få eller ingen kildehenvisninger i denne artikel, hvilket er et problem. Du kan hjælpe ved at angive troværdige kilder til de påstande, som fremføres i artiklen.

Thomas Thorild (født 18. april 1759 i Bohuslän, død 1. oktober 1808) var en svensk filosof og digter.
Thorild var yngste søn af en lensmand Torén, blev tidlig forældreløs, men understøttedes fra flere sider og blev 1775 student i Lund. I 1781 tog han til Stockholm, hvor han uden eksamen skaffede sig sit underhold ved at give privatundervisning. Til Utile Dulci indleverede han et digterværk Passionerna; da dette ikke fik 1. præmie, men kun accessit, harmedes han og frasagde sig belønningen. I den anledning opstod en litterær strid med Kellgren, til hvis dom Thorild havde appelleret i sit digt. Denne strid drejer sig væsentlig om urimede vers i svensk, men den er tillige en kamp mellem følelses- og naturudbrudets sprog og det regelrette korrekte, mellem Rousseauismen og Voltaireanismen. Thorild gav sine tanker udtryk i bladet Nya Granskaren (1784); han meddelte her sine frihedsbegejstrede afhandlinger og digte sammen med de små udfald mod Kellgren.
I 1786, året efter at han havde antaget navnet Thorild, indleverede han til Kanslikollegiet et Memorial om allmänna förståndets frihet, till konungen och folket, hvori han i anledning af rigsdagens sammentræden slog til lyd for uindskrænket trykkefrihed. I øvrigt omgikkes han med planer til Tacitus- og Ossian-oversættelser, men producerede kun den tiltalende urimede digtning Champagnevinet samt det lille, ikke særlig betydelige skrift Kritik över Montesquieu, hvormed han i marts 1788 disputerede i Uppsala og under overværelse af Gustav III forsvarede sin afhandling mod 14 opponenter, blandt hvilke Schröderheim og Leopold, på en sådan måde, at der gik ry af forsvaret, og kongen var "charmerad".
Thorild benyttede sig dog hverken af den juridiske eksamen, han havde erhvervet sig, eller af kongens gunst; hans mål var England; han bosatte sig der samme efterår, men lykken fulgte ham ikke, idet hans skrift True heavenly religion restored and demonstrated upon eternal principles (1790) med skarpe angreb på de herskende religiøse meninger ikke slog an. Da han 1790 vendte tilbage, fyldtes hans sind af den franske revolutions frihedsbegejstring, og i et nyt memorial søgte han at udarbejde en ny statsordning, som han dog ikke lod komme offentlig frem. I 1791 udgav han imidlertid det mest interessante af sine arbejder Kritik öfver kritiker eller nya lagstiftningen i snilets värld, hvori han på flere punkter forråder slægtskab med den moderne empiriske æstetik.
Hans ofte hvæsse angreb på "Stockholmspostens" kritikker blev nu imødegående af Leopold. Striden kom ofte til at dreje sig om rene bagateller, særlig da den ved Thorilds skrift Det enda nödvändiga för ett rikes finanser (1792) førtes over på det økonomiske, og det faldt straks samtiden i øjnene, at Leopold havde sin styrke i den vittige, skånselsløse gennemhegling af modstanderens svagheder, medens Thorilds overmodige og iltre svar kun dårlig vidner om den tankedybde, han virkelig rådede over. Men striden affødte dog to hver for sig interessante skrifter, Thorilds Om efterhärmning (1792) og Leopolds Om Imitation; Thorild forfægter her selvstændighedens betydning, medens Leopold fremhæver betydningen af den fremadskridende udvikling og af det kunstneriske. I disse to skrifter har striden nået til kernepunktet.
Thorilds frihedsbegejstring gav sig imidlertid stadig udslag i storpolitiske betragtninger, og da Reuterholms trykkefrihedsbegejstring efter Gustav III's død lovede så godt for fremtiden, udgav Thorild en række skrifter; det første Om mildheten i anledning af hertugens benådning af de sammensvorne vakte dennes behag, men det næste skrift Ärligheten, som indlededes med den her første gang trykte Memorial fra 1786, vakte hertugens harme. Thorild blev fængslet, og under frygt for den almindelige stemning, der vaktes til gunst for ham og hans revolutionære ideer, blev han mod Reuterholms ønske dømt til landsforvisning på 4 år. Han tog ophold i København, men et par uforsigtige ytringer på en kafé bevirkede, at han fik tilsigelse om også at forlade Danmark, hvorefter han bosatte sig i Hamborg og senere i Kiel, indtil han på Reuterholms anbefaling ansattes i Greifswald, hvor han faldt til ro i filosofiske grublerier.
Han havde under hele sin udlændighedperiode vedligeholdt forbindelsen med fædrelandet, idet han stadig hjemsendte nye skrifter, Om upplysningens princip (1793), Om qvinnokönets naturliga höghet (samme år), hvori nye anskuelser gør sig gældende. Stærk modsigelse vakte hans Rätt eller alla samhällens eviga lag (1794), der er udtryk for Thorilds efter den franske revolution forandrede syn på statsordningen; hans tidligere tilhængere følte dette skrift som et frafald og fandt sig ikke tilfredse ved fremhævelsen af det enkelte menneskes rettigheder. Samme år sendte han Reuterholm sin ansøgning om biblioteksplads i Greifswald, hvori han gør et ret kompromitterende tilbagetog fra sine tidligere fordringer til friheden og nationen og i stedet vælger realiteterne sikkerhed og retfærdighed og derfor anser sig for udmærket i stand til at kunne retlede opinionen.
Han fik dog ingen betydning; hans skrifter var i den følgende tid mest filosofiske, skrevne på latin og tysk. Efter at Thorild mod den Armfeltske sammensværgelse havde udarbejdet digtet Själfständigheten, som meget bidrog til, at hans landsforvisning, hævedes, udgav han kun et svensk skrift, Handbok för omtänksama hushåld i diäten (1795, 2. udgave 1834), som igen vakte Leopolds satire. Derimod fandtes der efter hans død flere uudgivne digte, deriblandt en del af hans allerbedste, således Gothamannasånger, Hildur, De tvänne åldrarne og flere. Thorilds mål var, som han selv udtaler, at forklare naturen og reformere hele verden; men hans reformatoriske ideer, som i flere tilfælde blev anerkendte, faldt dog til jorden over for hans samtid; hans voldsomhed og utøjlede kraft bevirkede overdrivelser og fejl, som nødvendigvis måtte prisgive ham for kritikken.
Hans digtning var udtryk for umiddelbare følesesudbrud, der hverken søgte efter form eller rim, men brød frem i udråb og interjektioner; derfor blev han en Fornyer af Digtningens Indhold; men hans produktion blev dog væsentligt prosa, og også der er han mere taler end Forfatter, storslagen og voldsom i sine udtryk. Han fortsætter i flere henseender de bedste af frihedstidens traditioner, men både i politisk og æstetisk retning var han foregangsmand for de tanker, som kom til frembrud efter hans død; de nye tanker kom vel fra Tyskland, men i hans voldsomme og snildrige produktion fandtes tilløb og antydninger, som nu drogs frem til klarere vurdering. Hans person er gjort til genstand for digtning både af K.G. Ossiannilsson og Jane Gernandt-Claine. Thorilds "Samlade Skrifter" blev udgivet af E.G. Geijer, I-IV (1820-35) og af Pehr Hanselli i 2 bind (1873—81). "Valda skrifter" udkom 1908.